# 第32回サウスイースタン映画批評家協会賞
第32回サウスイースタン映画批評家協会賞（32nd Southeastern Film Critics Association）は、2023年の映画を対象とした映画賞。2023年12月18日に受賞作品が発表された。

## 受賞結果

### トップ10作品
1. 『オッペンハイマー』
2. 『キラーズ・オブ・ザ・フラワームーン』
3. 『ホールドオーバーズ 置いてけぼりのホリディ』
4. 『パスト ライブス/再会』
5. 『バービー』
6. 『哀れなるものたち』
7. 『アメリカン・フィクション』
8. 『スパイダーマン:アクロス・ザ・スパイダーバース』
9. 『落下の解剖学』
10. 『関心領域』

### 部門賞
主演男優賞
キリアン・マーフィー - 『オッペンハイマー』：ロバート・オッペンハイマー
主演女優賞
- リリー・グラッドストーン - 『キラーズ・オブ・ザ・フラワームーン』：モーリー・バークハート（英語版）

助演男優賞
- ロバート・ダウニー・ジュニア - 『オッペンハイマー』：ルイス・ストローズ（英語版）

助演女優賞
- ダヴァイン・ジョイ・ランドルフ - 『ホールドオーバーズ 置いてけぼりのホリディ』：メアリー

アンサンブル賞
- 『オッペンハイマー』

監督賞
- クリストファー・ノーラン - 『オッペンハイマー』

脚本賞
- デヴィッド・ヘミングソン - 『ホールドオーバーズ 置いてけぼりのホリディ』

脚色賞
- クリストファー・ノーラン - 『オッペンハイマー』

ドキュメンタリー映画賞
- 『STILL:マイケル・J・フォックス ストーリー』

外国語映画賞
- 『落下の解剖学』

アニメ映画賞
- 『スパイダーマン:アクロス・ザ・スパイダーバース』

撮影賞
- ホイテ・ヴァン・ホイテマ - 『オッペンハイマー』

作曲賞
- ルドウィグ・ゴランソン - 『オッペンハイマー』